# ام. موهانان
ام. موهانان (انگلیسی: M. Mohanan؛ زادهٔ) کارگردان فیلم، و نویسنده است. وی از سال ۲۰۰۷ میلادی تاکنون مشغول فعالیت بوده‌است.
وی کارگردان فیلم‌هایی همچون خدای من و ۹۱۶ بوده‌است.